# یوی ساکاکیبارا
یوی ساکاکیبارا (انگلیسی: Yui Sakakibara؛ زادهٔ ۱۳ اکتبر ۱۹۸۰) خواننده، صداپیشه، طراح رقص، ترانه‌سرا، رقصنده، و آهنگساز اهل ژاپن است.